# Pondera County
Pondera County ist ein County im Bundesstaat Montana der Vereinigten Staaten. Der Sitz der Countyverwaltung (County Seat) befindet sich in Conrad.

## Demografische Daten
Nach der Volkszählung im Jahr 2000 lebten im County 6.424 Menschen. Es gab 15.008 Haushalte und 27.030 Familien. Die Bevölkerungsdichte betrug 2 Einwohner pro Quadratkilometer. Ethnisch betrachtet setzte sich die Bevölkerung zusammen aus 83,66 % Weißen, 0,09 % Afroamerikanern, 14,46 % amerikanischen Ureinwohnern, 0,14 % Asiaten, 0,05 % Bewohnern aus dem pazifischen Inselraum und 0,12 % aus anderen ethnischen Gruppen; 1,48 % stammten von zwei oder mehr ethnischen Gruppen ab. 0,84 % der Bevölkerung waren spanischer oder lateinamerikanischer Abstammung.
Von den 15.008 Haushalten hatten 35,30 % Kinder und Jugendliche unter 18 Jahre, die bei ihnen lebten. 60,00 % waren verheiratete, zusammenlebende Paare, 8,40 % waren allein erziehende Mütter. 27,80 % waren keine Familien. 25,50 % waren Singlehaushalte und in 12,30 % lebten Menschen im Alter von 65 Jahren oder darüber. Die Durchschnittshaushaltsgröße betrug 2,63 und die durchschnittliche Familiengröße lag bei 3,18 Personen.
Auf das gesamte County bezogen setzte sich die Bevölkerung zusammen aus 29,60 % Einwohnern unter 18 Jahren, 6,40 % zwischen 18 und 24 Jahren, 24,80 % zwischen 25 und 44 Jahren, 22,90 % zwischen 45 und 64 Jahren und 16,30 % waren 65 Jahre alt oder darüber. Das Durchschnittsalter betrug 39 Jahre. Auf 100 weibliche Personen kamen 97,40 männliche Personen, auf 100 Frauen im Alter ab 18 Jahren kamen statistisch 95,40 Männer.
Das jährliche Durchschnittseinkommen eines Haushalts betrug 30.464 USD, das Durchschnittseinkommen der Familien betrug 36.484 USD. Männer hatten ein Durchschnittseinkommen von 27.125 USD, Frauen 19.314 USD. Das Prokopfeinkommen betrug 14.276 USD. 18,80 % der Bevölkerung und 15,00 % der Familien lebten unterhalb der Armutsgrenze. 23,40 % davon waren unter 18 Jahre und 8,30 % waren 65 Jahre oder älter.

## Geschichte
Vier Bauwerke und Stätten des Countys sind im National Register of Historic Places eingetragen (Stand 8. Februar 2018).

## Orte im Pondera County
Citys
| - Conrad |

Towns
| - Valier |

Census-designated places (CDP)
| - Brady - Dupuyer - Heart Butte |

Unincorporated Communitys
| - Ledger |